# Playa Gwangalli
Playa Gwangalli (en coreano: 광안리 해수욕장) es una playa en Busan, Corea del Sur. Se encuentra en Suyeong-gu, de la Ciudad Metropolitana de Busan, al oeste de la playa de Haeundae. Se encuentra dentro de una cueva atravesada por el puente Gwangan y cubre 82.000 metros cuadrados en una longitud de 1,4 kilómetros y una anchura de 25 a 110 metros, en una curva en forma de media luna de arena fina. Al lado están unos callejones con restaurantes, tiendas de café, y discotecas. Debido a su popularidad, los funcionarios municipales están presionando para que se mejore la calidad del agua en las playas.
La playa está cerca del centro de Busan Yachting utilizado para las competiciones de vela de los Juegos Olímpicos de Seúl 1988.